# Чех, Карел
Карел Чех (наст. Карел Антонин Таусик; 9 мая 1844 Прчице – 28 ноября 1913, Прага) — чешский певец (бас). Брат Адольфа Чеха.

## Биография
Начальное музыкальное образование получил под руководством отца-кантора. В детстве пел в хоре пражского костёла св. Штепана, затем занимался на медицинском факультете Карлова университета в Праге. Пению обучался у М. Лемановой, Я. Лукеса, Й. Лева и Ресса. В 1868 приглашен Б. Сметаниной в пражский Временный театр, дебютировав в роли Инквизитора в опере К. Бенделя «Лейла».Работал здесь до конца 1881 года, затем — в оперной труппе Национального театра. В 1883, в период временного ухода из театра (по болезни), работал в газете «Народни листы», после 1890 года был дирижером хора церкви св. Людмилы в Праге, преподавал пение в пражских гимназиях.

## Творчество
В репертуаре певца было около 200 партий, среди лучших — специально написанные для него партии в операх Сметаны:
- Кецал «Проданная невеста»
- Бенеш «Далибор»
- Хрудош «Либуше»
- Мумлал «Две вдовы»

Успешно выступал в операх зарубежных композиторов ( Каспар в «Волшебном стрелке», Лепорелло и др.).